# Malus malus
Malus malus là loài thực vật có hoa trong họ Hoa hồng. Loài này được (L.) Britton mô tả khoa học đầu tiên năm 1897.